# Théorème d'Erdős-Fuchs
Pour les articles homonymes, voir Théorème d'Erdős.
Le théorème d'Erdős-Fuchs, en  théorie combinatoire des nombres, a pour objet le nombre de façons de représenter un entier naturel n comme somme de deux éléments d'un ensemble donné. Il établit que la moyenne de Cesàro de cette fonction de n ne peut pas tendre « très vite » vers une constante non nulle.

## Énoncé
Pour un ensemble fixé A d'entiers naturels, on associe à tout entier n le nombre r(n) de couples d'éléments de A dont n est la somme, et on note
Si
alors

## Motivation
Si A est l'ensemble des carrés parfaits, r(0) + … + r(n) est le nombre de points à coordonnées entières du quart de disque x, y ≥ 0, x2 + y2 ≤ n donc R(n) → π/4 avec une différence en O(n–2/3) et même, « par des arguments très profonds », en o(n–2/3). Il est conjecturé que c'est en fait un O(n–3/4 + ε) pour tout ε > 0 mais on sait démontrer, « par des arguments encore plus difficiles » que ce n'est pas un O(n–3/4 – ε). Le théorème d'Erdős-Fuchs fut donc une surprise, par la généralité de son énoncé et le caractère élémentaire de ses arguments.

## Article lié
- Fonction à variation lente